# Епархия Бэйхая
 Епархия Бэйхай (лат. Dioecesis Pehaevensis, кит.  天主教北海教区) — епархия Римско-Католической Церкви c центром в городе Чжаньцзян, провинция Гуандун, Китай. Епархия Бэйхай входит в архиепархию Гуанчжоу.

## История
В 1876 году в соответствии с «Чжифуской конвенцией» побережье уезда Хэпу провинции Гуандун, где находилась рыбацкая деревушка Бэйхай, было открыто для торговли с иноземцами, и там начал быстро расти морской порт, в районе которого стало селиться много европейцев, строились госпитали, церкви и т.п.
1 августа 1920 года Римский папа Бенедикт XV издал бреве Si ulla unquam, которым учредил апостольский викариат Западного Гуандуна, выделив его из епархии Гуанчжоу (сегодня — Архиепархия Гуанчжоу).
3 декабря 1924 года апостольский викариат Западного Гуандуна был переименован в апостольский викариат Бэйхай.
5 декабря 1929 года апостольский викариат Бэйхай передал часть своей территории для возведения новой миссии Sui iuris Хайнаня (сегодня - Апостольская префектура Хайнаня).
11 апреля 1946 года Римский папа Пий XII издал буллу Quotidie Nos, которой преобразовал апостольский викариат Бэйхай в епархию.

## Ординарии епархии
- Auguste Gauthier (1.06.1921 — 12.05.1927);
- Gustave-Joseph Deswazières (15.02.1928 — ноябрь 1928);
- Jean-Baptiste-Michel-Marie-Louis Pénicaud (16.12.1929 — февраль 1940);
- Gustave-Joseph Deswazières (27.11.1940 — 22.02.1959);
- с 22.02.1959 — по настоящее время кафедра вакантна.

## Источник
- Annuario Pontificio, Libreria Editrice Vaticana, Città del Vaticano, 2003, ISBN 88-209-7422-3
- Булла Quotidie Nos, AAS 38 (1946), стр. 301  (лат.)
- Бреве Si ulla unquam, AAS 12 (1920), стр. 562-563  (лат.)